# Jägersburg (Odershausen)
Die Jägersburg ist ein abgegangenes Jagdschloss südwestlich von Odershausen, einem Stadtteil von Bad Wildungen im nordhessischen Landkreis Waldeck-Frankenberg.

## Lage
Die Jägersburg stand südlich des 492 Meter hohen „Nickelkopfes“ etwa 250 Meter südlich der heutigen B 253 auf halber Strecke zwischen Odershausen und dem Bad Wildunger Ortsteil Hundsdorf. Heute befindet sich dort eine Schutzhütte. Der Platz ist Teil des Kellerwaldsteiges, Etappe 8.

## Geschichte
Im Jahr 1718 ließ Fürst Friedrich Anton Ulrich von Waldeck-Pyrmont dort ein kleines Jagdschloss oder Lustschlösschen erbauen. Die hohen Wildbestände luden zum Jagen ein. Die Anlage bestand nur rund 140 Jahre. Im Jahr 1857, nachdem sie mehr und mehr verfallen war, verkaufte sie Fürst Georg Viktor zum Abbruch, der 1862 vollendet war. Das noch verwendbare Baumaterial, Steine, Holz und Ziegel, wurden für Hausbauten in Bad Wildungen verwandt. Die mit dem Anwesen verbundenen Ländereien wurden aufgeteilt und kamen in den Besitz von Landwirten aus Odershausen, Hundsdorf und Albertshausen.

## Baubeschreibung
Der nahezu quadratische Baukörper wies an allen vier Ecken quadratische, etwa fünf Meter breite Treppentürme auf. Die Ecktürme waren im Erdgeschoss durch längere rechteckige Räume verbunden. Mittig befand sich ein oktogonal angelegter Raum als zentraler Wohnmittelpunkt. Das wohl zweistöckige Anwesen konnte an zwei gegenüberliegenden Eingängen über eine zwölfstufige doppelte Freitreppe begangen werden.

## Heute
Heute ist der ehemalige Standort, der ehemalige „Schlossgarten“, als flächenhaftes Naturdenkmal Jägersburg ausgewiesen. Der Bereich dient als Vogelschutzgehölz. Als Teil eines Naturerlebnispfades, der anlässlich der Landesgartenschau in Bad Wildungen angelegt wurde, wurde dort eine Schutzhütte erbaut und ein Brunnen freigelegt. In der Nähe Richtung Odershausen befinden sich drei alte Süntel-Buchen, die ebenfalls als Naturdenkmal ausgewiesen sind.